# Червоноградський народний дім
Червоноградський Народний Дім — головна культурна установа в Шептицькому Львівської області, основний концертний майданчик, заклад з організації дозвілля, фізичного, культурного і творчого розвитку дорослих і дітей міста. Створений 1961 року як профспілковий Палац культури вугільників, а 20 лютого 1992 року рішенням[джерело?] виконкому Шептицької міської Ради народних депутатів перейменований у Червоноградський Народний дім.

## Історія
Історія головної культурної установи міста нерозривно пов'язана з історією шахтарського Червонограду, адже після заснування на території старовинного Кристинополя нового центру вуглевидобутку розпочалося створення необхідної міської інфраструктури, в тому числі і центру дозвілля, яким став профспілковий Палац культури вугільників. Будівельники здали його на півроку швидше (31 грудня 1960 року) від запланованого, про що свідчать публікації в пресі того часу. Із початку січня 1961 року почали створюватися гуртки та колективи художньої самодіяльності. Першим директором установи був Станіслав Бужанський, досвідчений працівник культури, який започаткував добрі традиції культурно-масової роботи Палацу культури. Найтриваліший час директором Палацу культури, згодом Народного дому, працював заслужений працівник культури Михайло Гавалко, який очолював заклад майже 40 років. Саме на час його керівництва припадає найбільша кількість гастрольних поїздок творчих колективів по країні та за кордон.
В різні роки керівниками Народного дому були В. Стрільців, І. Кузєв, В. Коваленко, Л. Андрухів. Сьогодні Народний дім очолює Іванна Ейхорн.
Керівництво міста та адміністрація Народного дому завжди намагались залучити до виступів перед шахтарями та їх родинами відомих виконавців. Свого часу на сцені великого залу виступали всесвітньо відомі та найпопулярніші артисти СРСР: Хор імені Г. Верьовки та оркестр українських народних інструментів під керівництвом В. Гуцала, Заслужена капела бандуристів. При переповнених залах виступали Дмитро Гнатюк та Юрій Гуляєв, Муслім Магомаєв та Валерій Ободзинський, Йосип Кобзон та Людмила Сенчина, Віктор Вуячич та Назарій Яремчук, Василь Зінкевич та Микола Мозговий. Кожного місяця гастролювали популярні в 1970-80-х ВІА: «Кобза», «Діалог», «Смерічка», «Інтеграл», «Світязь», «Краяни» та багато інших.
Окремо слід зазначити, що Львівська філармонія делегувала своїх артистів до Червонограда, тому кожного місяця у нас відбувались концерти симфонічного оркестру. Глядачі пам'ятають, як на нашій сцені виступав всесвітньо відомий скрипаль Олег Криса, хорова капела «Трембіта» була також частим гостем в Червонограді. Ну, а популярність рідної для нас[кого?] «Ватри» зростала на очах червоноградської публіки, адже кожну нову програму «ватрівчани» спочатку представляли нам.
В останнє десятиріччя кількість гастрольних концертів значно зменшилась, але керівництво міста та ДП «Львіввугілля» запрошує на великі свята популярних виконавців до виступів на відкритій сцені Народного дому, що на Вічевій площі. Це дає змогу подивитися виступи сучасних зірок ширшій аудиторії, адже на площі збирається до 10-12 тисяч глядачів. Своє мистецтво в минулих роках показували Національний гуцульський Народний хор, державний Волинський Народний хор, популярні молодіжні колективи «Скрябін», «ТНМК», легендарні «Пісняри», Народні артисти України Степан Гіга, Тарас Петриненко, Іван Попович, «Піккардійська Терція», квартет «Гетьман» та інші виконавці.
Щороку дарували своє мистецтво драматичні театри: Національний театр ім. М.Заньковецької та обласний Дрогобицький драмтеатр.
Але найбільше навантаження концертної роботи несли і дотепер несуть колективи художньої самодіяльності Червоноградського Народного дому. Треба зазначити, що деякі з них за рівнем майстерності не поступаються професійним колективам. З перших днів функціонування Палацу культури закладались традиції високої вимогливості в мистецькій роботі. Саме ці традиції заклав перший директор Станіслав Бужанський, який був сам активним учасником художньої самодіяльності. Саме в 1961 році відразу були визначені основні мистецькі напрямки: хорове та образотворче мистецтво, театр, народна та естрадна музика, хореографія. Ці напрямки розвиваються і тепер.
З перших днів січня 1961 року розпочав свою творчу біографію Народний музично-драматичний театр ім. Л.Українки. Незмінним керівником впродовж багатьох років був режисер Дмитро Винничок. З 2013 року театр очолює Алла Мельник. Театр підтримує традиції української класичної драматургії. В його репертуарі є чимало сучасних українських та зарубіжних постановок. Найпопулярніші вистави залишаються в репертуарі і донині. Найчастіше показували глядачам «Алмазне жорно» (227 разів). «У неділю рано зілля копала», «Лісова пісня», «Олекса Довбуш», «Назар Стодоля», «Котигорошко», «Державна зрада» — це далеко не повний репертуар театру. Колектив неодноразово показував свою життєздатність, захищаючи звання "Народний"на черговій атестації, яке було присвоєно у 1968 році. Традиції, закладені Дмитром Винничоком, донині шануються в колективі й наслідуються вже впродовж багатьох років, як і пам'ять про його засновника, який 50 років очолював творчий колектив.
У 1961 році був створений дитячий театр «Мрія», яким керував аматор театрального мистецтва Олександр Заболотний. В 1962 році утворився ще один самобутній колектив, який дарує радість глядачам і тепер — це Дитячий ляльковий театр «Казка»(Перший керівник — Євген Лазарєв). З 1979 року театр, що носить звання «Зразковий», очолює колишній вихованець театру «Мрія» — режисер Юрій Ярмолюк, який здійснив чимало постановок дитячих вистав. Традиційно колектив на різдвяні та новорічні свята представляє святкове театральне видовище, яке збирає чимало глядачів. В репертуарі театру не тільки лялькові вистави, але і традиційні театральні постановки. В 2010 році Юрій Ярмолюк зі своїми вихованцями показали прем'єру лялькової вистави «Наш веселий колобок». На черговій атестації колективів самодіяльності ця вистава справила на членів комісії особливе враження високим професійним рівнем роботи. Цей колектив — єдиний в області дитячий ляльковий театр, який підтримує давні театральні традиції.
Кілька років тому в складі дитячих колективів з'явився театр естрадних мініатюр «Веселограй». Колектив, який очолює Алла Мельник, вже встиг стати лауреатом обласного фестивалю гумору «Веселі копачі». Театр працює в стилі розважальної гумористичної мініатюри, що дуже емоційно сприймається глядачами, популяризуючи традиційний український гумор. Мобільність колективу дозволяє виступати на відкритих майданчиках перед широкою глядацькою аудиторією.
У 2015 році при Народному домі розпочав свою діяльність гурток художнього слова «Гроно».
Хорове мистецтво було представлене в художній самодіяльності з часу заснування Палацу культури. Першим керівником хору був хормейстер Микола Макаренко. Згодом в різні роки керівниками хорів працювали З.Лис, Б.Здріль, А.Шевчик, В.Войтухів, О.Крупка. Сьогодні хор «Просвіта» очолює Ольга Бабська. Колектив, що носить звання «Народний» — активний промоутер української хорової музики. Хор багато гастролював по східних та південних регіонах держави, пропагуючи українську мову та культуру.
В 60-х роках існувала капела бандуристів, яку очолював Степан Стецько, а в 60-80-х роках дитячим хором «Дзвіночок» керував Володимир Вражий.
В 80-х роках національне вокальне мистецтво представляв самобутній колектив бандуристок «Горлиця», який гастролював не тільки в СРСР, але і за океаном — Аргентині, Канаді. Сьогодні Народний ансамбль бандуристів «Зоряне намисто» продовжує традиції своїх попередників.
В складі вокальних колективів Народного дому є два ветеранські хори — військова чота «Нескорені» — хор ветеранів УПА (керівник А. Войтухів) та хор ветерані війни та праці «Жива пам'ять» (керівник Л. Кісик). Ці колективи ведуть активну концертну діяльність і мають в своєму доробку цікаві тематичні програми.
Сучасне вокальне мистецтво представляв Народний вокальний ансамбль «Мелодія душі», який працював у жанрі популярної та народної пісні, керівником якого була Любов Андрухів. Такий вид вокальної форми, як жіночий ансамбль, є традиційним для пісенної культури українського народу, і такі колективи завжди викликали інтерес у слухачів, тому колектив був частим учасником міських заходів та різноманітних фестивалів.
З 1996 року в складі дитячих вокальних колективів з'явився дитячий театр популярної пісні «Апельсин», яким керував впродовж 15-ти років Віктор Коваленко. Зараз колектив очолює колишня вихованка «Апельсину» — Ірина Оліярник. За час існування ансамбль став візитною карткою мистецького Червонограда. В 1998 році «Апельсин» отримав звання «Зразковий», поступово створивши власну школу розвитку юних пісенних талантів на традиціях української та світової популярної пісні. Вихованці колективу перемагали та ставали лауреатами чисельних пісенних конкурсів Міжнародного та Всеукраїнського рівня, таких як «Слов'янський базар» у Вітебську, «Чорноморські ігри», «Крок до зірок», «Молода Галичина» та багато інших. Гастрольна карта колективу далеко поширюється за межі України. В доробку ансамблю є власні концертні вистави, присвячені творчості композиторів Володимира Івасюка, Ігоря Білозіра, поета Богдана Стельмаха, авторські програми пісень засновника колективу Віктора Коваленка. Ансамбль співпрацює з іншими колективами Народного дому, зокрема записує фонограми для театральних вистав.
З 2016 року розпочав свою творчу діяльність камерний хор «Кристинопіль» (керівник — Н.Зіньків), який за досить короткий час показав високу виконавську майстерність. Також в цьому році в Народному домі знайшов свій прихисток дитячий вокальний ансамбль «Червона рута» (керівник — І.Ейхорн), створений у Соснівському Народному домі в 2000 році. Колектив співпрацює з німецьким благодійним фондом «Фонд Ренати Мерклє», гастролює по Україні та за кордоном. Учасники колективу є переможцями багатьох Всеукраїнських та Міжнародних фестивалів та конкурсів.
Не меншою популярністю, ніж вокальні, користуються хореографічні колективи Народного дому, започатковані ще в далеких 60-тих. Першими керівниками ансамблю танцю «Молодість» були Аркадій Гайдьонов та Євген Сутормін. Найдовше, з 1969 по 1995 рр., колектив очолювала Наталія Воробйова, яка створила власну хореографічну школу. Її авторські постановки до цього часу складають так званий «золотий фонд» ансамблю. Вихованці Наталії Григорівни сьогодні очолюють більшість хореографічних ансамблів у місті. Керівником Народного ансамблю танцю «Молодість» нині є донька Н.Воробйової — Людмила Прібега, яка розвиває хореографічні традиції, закладені її мамою. Саме Л.Прібега ініціювала створення дитячого хореографічного ансамблю «Первоцвіт» — своєрідної студії підготовки юних танцюристів. На атестації 2005 року було прийнято рішення про присвоєння колективу «Первоцвіт» звання «Зразковий». Сьогодні найменшенькі пошановувачі народного танцю розвивають свої здібності у хореографічному гуртку «Первоцвітики» (керівник — Катерина Мишок), аби згодом поповнити кількісний склад колективу «Первоцвіт», а потім — Народного ансамблю танцю «Молодість» — найчисельніших колективів Народного дому, в яких займається понад 100 учасників різного віку.
Сьогодні хореографічне мистецтво переживає чергову хвилю популярності, тому інші хореографічні гуртки є також чисельними за кількістю учасників. Це — лауреати різноманітних конкурсів — ансамбль бального танцю «Глорія» (керівник Юрій Радух), гурток сучасного танцю «Медея» (керівник Романна Шевченко), гурток східних танців «Ельміра» (керівник Алла Мельник), гурток брейк-дансу (керівник Сергій Остапчук). Ці колективи мають цікаві концертні програми, тому часто виступають на різноманітних конкурсах та концертах.
Естрадне мистецтво в попередні роки представляли два колективи — традиційний для 70-80-х років стиль вокально-інструментальної музики відображав ВІА «Мелодія», яким довгий час керував Віктор Овчинніков. Колектив традиційно супроводжував танцювальні вечори, а також виступав на чисельних концертах та конкурсах. «Мелодія» була школою майстерності для молодих музикантів, яких пройшло чимало через цей, популярний в місті, колектив.
В кінці 70-х років Володимир Семчишин наважився створити складну інструментальну форму: естрадно-симфонічний оркестр. Таких колективів в області тоді не було, як, до речі, і сьогодні. Так, завдяки фанатичній наполегливості талановитого музиканта, був створений колектив, який довго був гордістю міста, оскільки об'єднував у єдиний творчий колектив кілька десятків професійних та самодіяльних музикантів і співаків. Оркестр багато гастролював по країні та за кордоном, записувався на телебаченні та радіо. Без його участі не відбувалося жодного святкового концерту в місті.
Інструментальне мистецтво довгий час представляв ансамбль народної музики «Кристинопільські музики» (керівник Іван Андрухів). Колектив представляв своє яскраве мистецтво на Міжнародному фестивалі «Галицькі перехрестя» в прикордонній Рава-Руській. Цікава концертна програма української народної музики та музики народів світу не залишала байдужими чисельних шанувальників цього самобутнього колективу. У 2016 сформовано новий інструментальний колектив — фольклорний ансамбль «Вікенд» (керівник — В.Кравчук).
Широкою популярністю користувалася і користується сьогодні Народна студія образотворчого мистецтва. Найбільш помітний слід в її історії залишив художник Адам Бача — самобутній фахівець, який виплекав чимало митців. Сьогодні в студії займаються діти шкільного віку — юні аматори образотворчого та декоративно-прикладного мистецтва, якими керує Валентина Орлянська.
Провідним художником Народного дому впродовж багатьох років є досвідчений майстер своєї справи — Михайло Левкун. Декорації до вистав, різноманітних свят, розробка святкової символіки, портрети видатних людей, графіка — це далеко не повний перелік його робіт.
Здобутком останнього десятиліття можна вважати створення власної звукозаписуючої студії Народного дому, де записуються фонограми для усіх творчих колективів — вокальних, театральних, хореографічних. Варто відзначити також наявність професійного звукового обладнання, що дозволяє озвучувати виступи оркестрових та хорових колективів.
Сьогодні Червоноградський Народний дім залишається головним концертним майданчиком міста, маючи, окрім сцени Великого залу, два відкритих концертних майданчики. А перейменування у Народний дім відбулося у 1992 році, коли Палац культури вугільників передали в підпорядкування міського відділу культури. Основу гурткової роботи закладу складають 22 колективи. Крім зазначених вище — спортивна школа карате, гурток крою та шиття, гурток аеробіки.
Візитною карткою міста є дитячий Всеукраїнський фестиваль популярної пісні «Різдвяні дзвіночки». Цей фестиваль почав свою історію в 1996 році, як міський конкурс талановитих дітей, а в 2004 році став Всеукраїнським. Гран-прі фестивалю за цей час отримували юні співаки з Закарпаття та Волині, Придніпров'я та Слобожанщини. Тричі головна нагорода залишилась в Червонограді.
Міська влада допомагає підтримувати в належному стані головну установу культури міста, виділяючи необхідні кошти на проведення ремонтів приміщень, концертних залів, відкритих сцен. Тож традиції, закладені в далекому 1961 році, збереглися і по цей день — Червоноградський Народний дім залишається головним мистецьким центром шахтарського Червонограда.

## Основні напрямки діяльності

### Гурткова робота
Історія головної культурної установи міста нерозривно пов'язана з історією шахтарського Червонограда.
Червоноградський Народний дім розпочав свою діяльність із січня 1961 року.
Основу гурткової роботи складають 23 колективи, серед яких:
- Вокально-інструментальні
- Вокально-хорові
- Хореографічні
- Театральні
- Декоративно-прикладного мистецтва (Студія образотворчого мистецтва та Гурток крою та шиття)
- Спортивно–оздоровчі (Карате та Аеробіка)

### Концертна діяльність
Червоноградський Народний дім є головним концертним майданчиком міста для виступів приїжджих колективів та своїх місцевих.
У Великій залі відбуваються загально — міські заходи, духовні свята церковних громад міста, фестивалі, конкурси, заходи за планом роботи міського відділу культури і освіти. Окрім того, мешканці міста мають постійну можливість побувати на концертах відомих зірок української естради.

### Творча співпраця
Співпраця з громадськими організаціями, серед яких:
- Товариство УПА та «Нескорені»
- Літературно-мистецьке об'єднання «Третій горизонт»
- Товариство «Надсяння»
- Незалежне жіноче товариство «Прозерок»

Співпраця з міжнародними організаціями:
- Благодійний фонд «Фонд Ренати Мерклє» — Німеччина (керівник Крістен Мерклє)
- Українське товариство в Словенії «Берегиня» (керівник Галина Маловшек)

При Народному домі діють:
- Світлиця-музей Тараса Городецького (керівник Юлія Бурко)
- Рок-гурт «Моє море»